# Rue Réaumur
La Rue Réaumur, es una calle de los distritos 2 y 3 de París.

## Ubicación y acceso
Este sitio cuenta con las estaciones de metro Arts et Métiers, Réaumur - Sébastopol, Sentier y Bourse.

## Origen del nombre
Debe su nombre al físico y naturalista francés René Antoine Ferchault de Réaumur (1683-1757).

## Edificios notables y lugares de memoria
Numerosos edificios, que datan de finales del siglo XIX y principios del XX, presumen de majestuosas fachadas. Se han eliminado las restricciones impuestas por el barón Haussmann respecto a la homogeneidad de las fachadas, y arquitectos y escultores compiten en exuberancia. En el número 60 se encuentra el Museo de Artes y Oficios, creado en 1794, dedicado a la ciencia y la tecnología.